# Ландау, Георгий Александрович
Гео́ргий Алекса́ндрович Ланда́у (при рождении Ляндау; 20 июля (1 августа) 1883, Кириллов, Новгородская губерния — 18 августа 1974, Москва) — русский драматург, переводчик и писатель.

## Биография
Родился в семье земского врача Исидора Генриховича Ландау. В 1908 году окончил Московский институт инженеров путей сообщения. Первые публикации как писателя юмориста с 1910 года. Печатался под псевдонимами «Г. Л.», «Жорж» «Л— у, Г.», «Мус». С 1911 года — в штате журнала «Сатирикон», с 1913 — секретарь редакции и автор журнала «Новый Сатирикон». До 1917 года юмористические рассказы печатались в журналах и были изданы в двух авторских сборниках. Соавтор юмористического сборника «Анатомия и физиология человека» (1916).
Автор переводов Джерома К. Джерома, Уильяма Джона Локка, Стивена Ликока.
После 1917 года занимался драматургией, также до середины 1930-х годов работал инженером. Сотрудничал с журналом «Крокодил». Пьесы Ландау были написаны преимущественно для детской аудитории театра кукол, популярность приобрели пьесы «Волшебная калоша» и написанные для театра Образцова «Заяц и Кот» (1948), «Сундук сказок» (1950), «Снегуркина школа» (1952). По его пьесам были поставлены кукольные мультипликационные фильмы Машенька и медведь (1960) и Ку-ка-ре-ку! (1963).

## Сочинения

### Юмористическая проза
- Аля; Соблазны жизни; Секрет; Древо правосудия; Грустная действительность; Женщина врач / Георгий Ландау. — Санкт-Петербург : М. Г. Корнфельд, 1912. — 62 с. — (Дешевая юмористическая библиотека «Сатирикона»; Вып. 53).
- Окно в Европу; Роды; Сын аптекаря; Фарфоровая пастушка; Зубы; А у нас блины : [Рассказы] / Георгий Ландау. — Санкт-Петербург : типо-лит. акц. о-ва «Самообразование», [1914]. — 62 с. — (Дешевая юмористическая библиотека Нового сатирикона ; 14).
- Экспедиция в Западную Европу сатириконцев : Южакина, Сандерса, Мифасова и Крысакова / Текст Аркадия Аверченко и Георгия Ландау; рис. А. Радакова и Ре-Ми; обложка работы художника А. Юнгера. — Санкт-Петербург : Изд. М. Г. Корнфельда, дата не указана (до 1914)
- Анатомия и физиология человека / Арк. Аверченко, Арк. Бухов, Георгий Ландау, Н. А. Тэффи — Петроград: Новый Сатирикон, 1916.

### Документальная литература
- Мускулы человечества : Чугун, железо, сталь. — Москва ; Ленинград : Гос. изд-во, 1927 (Москва : тип. «Красный пролетарий»). — 140 с. : ил., черт. ;
- Грязь и огонь. Гидроторф. — Москва ; Ленинград : Гос. изд-во, 1928 (Ленинград : тип. Печатный двор). — 70, [2] с. : ил., портр., черт., план. ;

### Драматургия
- Березовая аллея : Комедия в 3 д., 6 карт. / Георгий Ландау ; Отв. ред. В. Молярова. — Москва : Отд. распространения драм. произведений ВУОАП, 1960. — 78 л.;
- Мишка-похвальбишка [Текст] : Пьеса для театра кукол в 2 актах, 5 карт. для дошкольников и школьников младших классов / Георгий Ландау ; Отв. ред. Т. Кандеева. — Москва : Отд. распространения драм. произведений ВУОАП, 1965. — 31 л.;
- Продавать! (Яйцо графини Лекок) : Пьеса-сатира для театра кукол в 3 актах, 8 карт. (для взрослых) / Георгий Ландау ; Отв. ред. Т. Кандеева. — Москва : Отд. распространения драм. произведений ВУОАП, 1962. — 55 л.;
- По заслугам и честь. (Заяц и кот) : Пьеса для театра кукол в 2 д., 5 карт. : Для детей дошкольного и младш. школьного возраста / Георгий Ландау ; Отв. ред. Т. Кандеева. — Москва : Отд. распространения драм. произведений ВУОАП, 1962. — 29 л.;
- Заяц-сторож : Сказка : [Для детей] / Текст Георгия Ландау ; Рис. Д. С. Моора. — [Москва] : Всекохудожник, [1947] (тип. Изд-ва Всесоюз. кн. палаты). — [20] с. : ил.;
- Машенька и медведь : [Пьеса в 2 д., 7 карт.] : [(По мотивам русских нар. сказок)] / Театр кукол для детей. — [Москва] : [Всерос. театр. о-во], [1962]. — 15 с.;
- Колобок: [Пьеса в 1 д., 4 карт.] : [(На сюжет народной сказки)] / Г. Ландау; [Разработка для постановки в детской художественной самодеятельности Н. С. Соловьевой]. — [Москва] : [Всерос. театр. о-во], [1955]. — 9 с.;
- Заяц, лиса и петух [Текст] : [Пьеса в 1 д., 2 карт.] : [(По мотивам русской народной сказки)] / Г. Ландау; [Разработка для постановки в детской художественной самодеятельности Н. С. Соловьевой]. — [Москва] : [Всерос. театр. о-во], [1956]. — 8 с.;
- Репка [Текст] : [Пьеса в 1 д.] : [На сюжет нар. сказки] / [Разработка для постановки в дет. худож. самодеятельности Н. С. Соловьевой]. — [Москва] : [Всерос. театр. о-во], [1966]. — 7 с.;